# شاخص منتزر
شاخص منتزر (انگلیسی: Mentzer index) که در سال ۱۹۷۳ توسط «ویلیام سی. منتزر جونیور» توصیف شد، میانگین حجم جسمی (MCV) تقسیم بر تعداد گلبول‌های قرمز خون است و می‌تواند در افتراق کم‌خونی فقر آهن از صفتِ بتا تالاسمی (بتا تالاسمی خفیف) مفید است.
این شاخص از نتایج یک شمارش کامل خون محاسبه می‌شود. اگر خارج قسمت میانگین حجم جسمی (MCV، با واحد fL) تقسیم بر تعداد گلبول‌های قرمز خون (RBC، با واحد میلیون در میکرولیتر) کمتر از ۱۳ باشد، صفتِ بتا تالاسمی احتمال بیشتری دارد. اگر نتیجه بیشتر از ۱۳ باشد، کم‌خونی فقر آهن احتمال بیشتری دارد.
اصل مورد نظر به شرح زیر است: در کمبود آهن، مغز استخوان نمی‌تواند گلبول‌های قرمز زیادی تولید کند و آنهایی که ساخته می‌شوند کوچک هستند (میکروسیتیک)، بنابراین تعداد گلبول‌های قرمز و MCV هر دو پایین خواهند بود و در نتیجه این شاخص بیشتر از ۱۳ خواهد بود. برعکس، در تالاسمی، که یک اختلال در سنتز پروتئین گلوبین است، تعداد گلبول‌های قرمز تولیدشده طبیعی است، اما سلول‌ها کوچکتر و شکننده‌تر هستند؛ بنابراین، تعداد گلبول‌های قرمز طبیعی است، اما MCV کم است، بنابراین این شاخص کمتر از ۱۳ خواهد بود.